# 小幡藩
小幡藩（おばたはん）は、上野国甘楽郡の「小幡領」と呼ばれた地域を治めた藩、ないしは小幡領のうちの小幡村（現在の群馬県甘楽郡甘楽町小幡）を居所とした藩。17世紀初に織田氏が入って最初は福島村に、17世紀半ば以降は小幡村の小幡陣屋（小幡城）に藩庁を置いた。織田氏が7代約150年で転出すると、奥平松平家が入り、廃藩置県まで4代約100年続いた。

## 歴史

### 「小幡」という地名
「小幡」という地名には、「小幡領」と呼ばれる広域を指す用法と、織田氏が城下町を整備する「小幡村」を指す用法とがある。
鎌倉時代に甘楽郡額部荘内で「小幡郷」という地域名が用いられるようになる。また、この小幡郷を拠点とする小幡氏も登場した。戦国期、国衆として発展した小幡氏は国峰城を拠点とし、西上州に大きな影響を有した。のちに小幡陣屋が置かれる小幡村は、この国峰城の北東麓に位置する。
広義の「小幡領」を治めた藩と見るか、狭義の「小幡村」を居所とした藩と見るかの違いにより、「小幡藩」の立藩については書籍によって記述に違いが見られる。小幡村に陣屋を置いた織田氏の入封以後は諸書で共通して「小幡藩」と扱っている。

### 織田氏の入封まで

#### 奥平信昌領の3万石
徳川家康の関東入国後、小幡領3万石を治めたのは、徳川家康の娘婿・奥平信昌であった。これをもって「小幡藩」の立藩とする書籍もある。奥平信昌が居城としたのは、宮崎城（現在の群馬県富岡市宮崎）であった。このことにより奥平信昌が入封した土地を「上野宮崎」とし、その領国を「宮崎藩」と見なす（「小幡藩」には含めない）見解もある。
慶長6年（1601年）3月、前年の関ヶ原の戦いの戦功により、信昌は美濃加納藩10万石に加増移封された。このとき宮崎城は廃城になったとされる。

#### 水野家・永井家領の1万石
奥平氏の転出後の慶長7年（1602年）、水野忠清が1万石で小幡領に入った。
なお、甘楽郡東部は慶長15年（1610年）から井伊直孝（白井藩主）の領地となっており、井伊家は福島（現在の甘楽町福島）に陣屋を置いた。
元和元年（1615年）に水野氏は転出した（同年、甘楽郡東部は井伊氏の支配を離れた）。元和2年（1616年）、永井直勝が小幡領で1万石の加増を受けて入っている。『日本史広辞典』は、水野家から永井家に交替した1万石を（第一の）「小幡藩」として扱う。
後述の通り、元和元年（1615年）には織田家が小幡領のうち2万石の領主として入る。書籍によっては2つの「小幡藩」が併存していたと記している。たとえば『日本史広辞典』（山川出版社）は、「小幡藩」の項目で、「近世初頭は奥平信昌の領地で三万石」としたうえで、1万石の領地（水野家→永井家）と2万石の領地（織田家）を有する2つの藩が一時期併置されたという叙述となっている。『日本史広辞典』巻末附録「大名配置」においても2つの「小幡藩」が併置したと記している。
『藩と城下町の事典』は、「水野氏・永井氏が小幡に居所を置いた事実はなく」、織田氏が小幡（村）に入封していたことを考えれば「水野氏と永井氏の在封は疑問である」とする。『角川日本地名大辞典』は「織田氏は永井氏あるいは水野氏とともに小幡領内を領有していたとも考えられ、水野・永井両氏とりわけ永井氏は当藩主でなかった可能性もある」とする。

### 織田家の治世

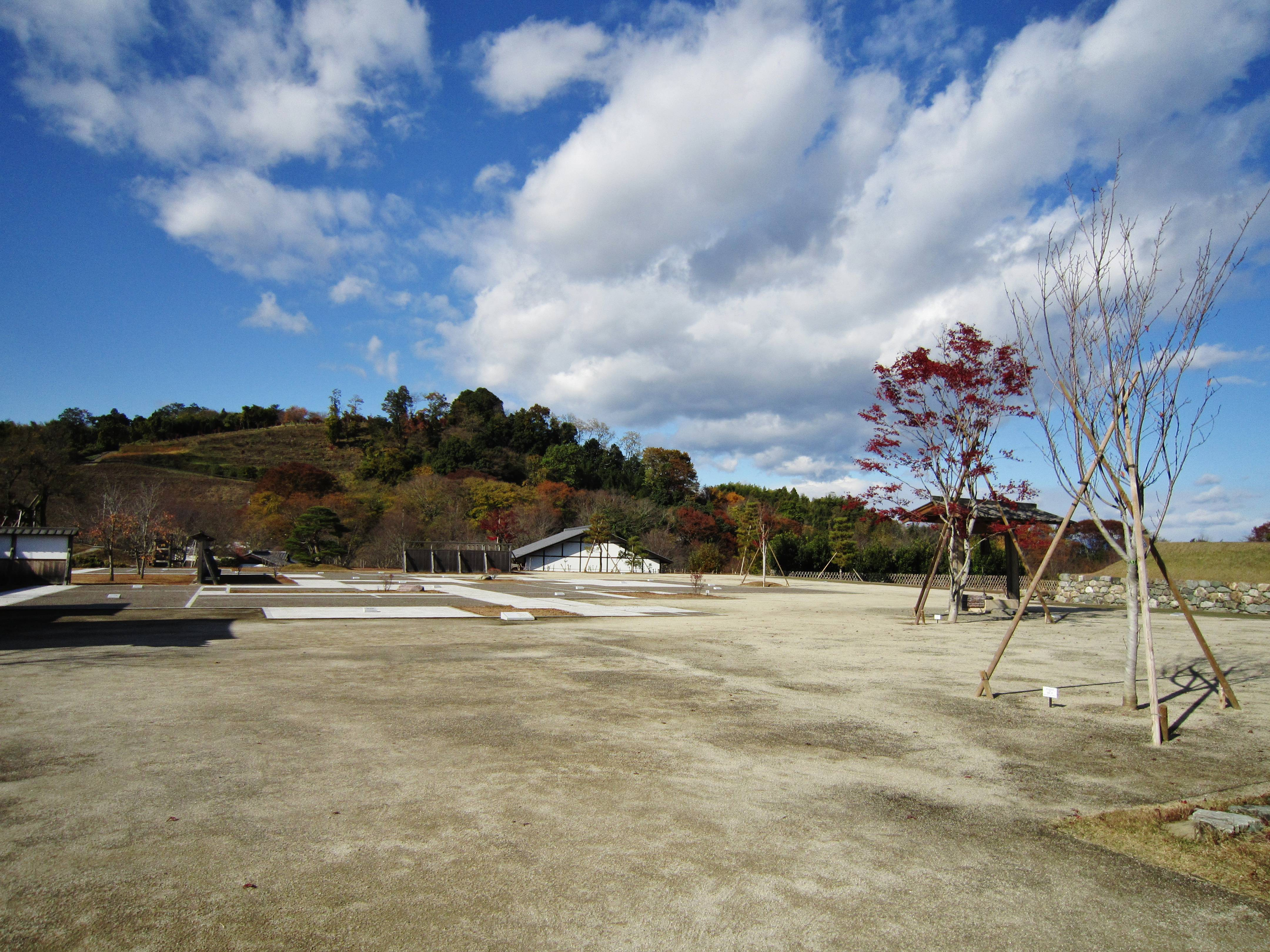
藩邸御殿跡

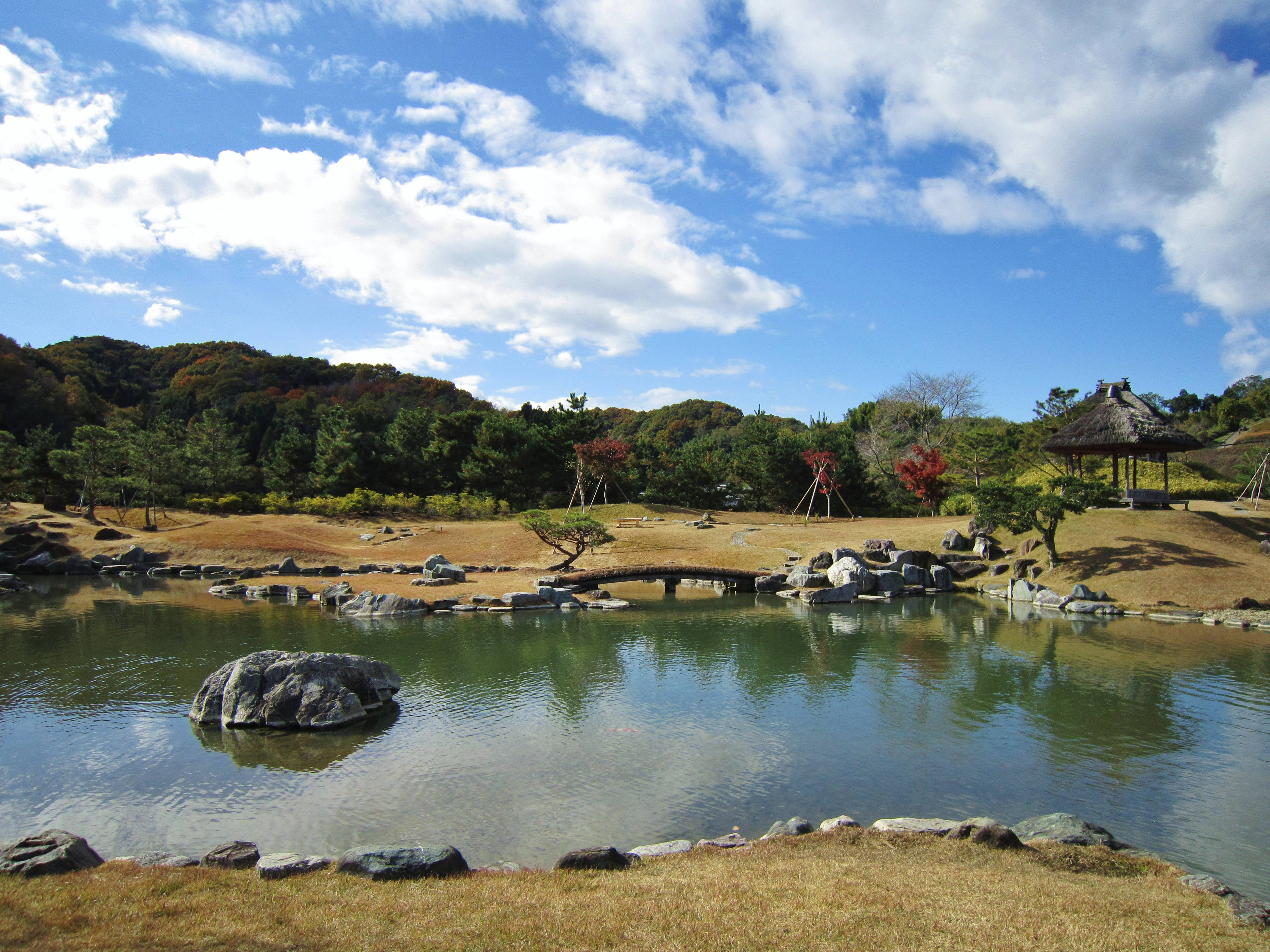
楽山園

元和元年（1615年）7月23日、織田信長の次男・信雄に、大和国宇陀郡3万石と上野国2万石の領地が与えられた。宇陀には信雄自身が入り（大和宇陀藩）、小幡領は信雄の四男・信良に与えられることになり、信良は元和2年（1616年）に福島御殿に入った。小幡藩織田氏は信長の孫であったことから、特別に国主格の待遇を与えられた。
寛永3年（1626年）に信良が没すると、2歳の信昌が跡目を相続し、第2代藩主となった。信雄の命によって、信昌の叔父にあたる織田高長が後見を務めた。この信昌のときに検地が行なわれて藩政の基礎が固められた。小幡村に小幡陣屋が建設され、藩庁が福島から移されたのも信昌の時代である。寛永6年（1629年）に移転が決定され、その後に町割りや水道敷設などが計画・実施され、寛永19年（1642年）に普請が終了して藩庁が移転したとされる。小幡陣屋に隣接して庭園「楽山園」が造営されているが、この庭園については造営時期や作庭者がはっきりしない。『楽山園由来記』によれば元和7年（1621年）に織田信雄が造営したと伝えており、これを信じれば小幡村には藩庁が建設される以前に庭園や別邸があった可能性がある。
信昌の治世末期から財政難が始まり、宝暦5年（1755年）の第5代藩主・織田信右の代には収入が6269両であるのに対して、支出が2倍近くの1万2844両に及んだ。第7代藩主・信邦の代である明和3年（1766年）には、藩財政再建をめぐって重臣間の紛争が生じたが、これをきっかけとして明和4年（1767年）に尊王思想家の山県大弐らが捕らえられた（明和事件）。明和事件に連座して信邦は蟄居処分となり、信邦の跡を継いだ養嗣子・信浮は出羽高畠藩へ移された。このとき、国主格の待遇も廃止された。

### 奥平松平家の治世
明和4年（1767年）9月に、上野上里見藩主で幕府の若年寄を務めていた松平忠恒（奥平松平家）が2万石で入る。なお、忠恒は織田家と縁戚であり、奥平松平家は奥平信昌の子孫にあたる家である。
奥平松平家の歴代藩主4人は若年寄、寺社奉行、奏者番などを歴任した。しかし藩財政の困窮化と領内の荒廃化が進み、寛政11年（1799年）に困窮農民救済の低利貸付金制度（恵民講）を制度化したが、効果はなかった。藩の借金であるが、天保15年（1844年）には収入に対して借金が10倍近くの7万4032両にまでなっていたと言われている。松平忠恵は若年寄を務めた功績により、嘉永3年（1850）に「城主格」の格式が認められており、以後「小幡陣屋」は「小幡城」と呼ばれる。
なお、安政5年（1858年）の地震により居城、住居向、櫓、多聞などが大破。金5000両の貸付を受けるに至っている。
幕末期には激動の波に飲み込まれて見るべきところもほとんどなく、明治元年（1868年）の戊辰戦争では新政府側に与して藩を維持するのが精一杯であった。翌年の版籍奉還で最後の藩主・忠恕は知藩事となり、明治4年の廃藩置県で小幡藩は廃されて小幡県となり、同年10月には群馬県に編入された。

## 歴代藩主

### 奥平家
譜代 3万石
1. 信昌（のぶまさ）〔従五位下、美作守〕

### 水野家
譜代 1万石
1. 忠清（ただきよ）〔従五位下、隼人正〕

### 永井家
譜代 1.7万石
1. 直勝（なおかつ）〔従五位下、右近大夫〕

### 織田家
外様 2万石
1. 信良（のぶよし）〔従四位下、左少将〕
2. 信昌（のぶまさ）〔従四位下、兵部大輔〕
3. 信久（のぶひさ）〔従四位下、越前守 侍従〕
4. 信就（のぶなり）〔従四位下、美濃守 侍従〕
5. 信右（のぶすけ）〔従四位下、兵部大輔〕
6. 信富（のぶとみ）〔従五位下、和泉守〕
7. 信邦（のぶくに）〔従五位下、美濃守〕

### 松平（奥平）家
譜代 2万石
1. 忠恒（ただつね）〔従五位下、宮内少輔〕
2. 忠福（ただよし）〔従五位下、采女正〕
3. 忠恵（ただしげ）〔従五位下、宮内少輔〕
4. 忠恕（ただゆき）〔従五位下、摂津守〕

## 藩邸
- 小幡藩織田家の上屋敷は丸の内（現在の千代田区丸の内二丁目）、下屋敷は築地（現在の中央区築地三丁目）にあった。元禄赤穂事件の際、織田家の屋敷を赤穂浪士は避けたルートで引き上げている[10]。
- 小幡藩松平（奥平家）の上屋敷は外桜田にあったが、文久2年（1862年）の忠恵の代には四谷御門内番町（千代田区六番町六丁目）に移された。下屋敷は千駄ヶ谷（現在の渋谷区千駄ヶ谷五丁目）[11]。

## 幕末の領地
- 上野
  - 碓氷郡のうち - 1村
  - 甘楽郡のうち - 34村
  - 多胡郡のうち - 3村